# Pania Rose
Pania Rose (Perth, 16 de mayo de 1984) es una modelo australiana reconocida por su aparición en la publicación anual Sports Illustrated Swimsuit Edition en 2006.
Rose fue descubierta durante un certamen organizado por la marca Covergirl. Ha modelado en campañas publicitarias para marcas como Armani Exchange, Country Road, Kenneth Cole, Neiman Marcus, Revlon, Victoria's Secret, XOXO, Bonds, Oroton y Watersun, y fotografías suyas han aparecido en las páginas de las revistas Marie Claire y Vogue en su versión para España.